# Chrysobothris amberestris
Chrysobothris amberestris es una especie de escarabajo del género Chrysobothris, familia Buprestidae. Fue descrita científicamente por Bellamy en 1999.